# Bankovní poplatky
Bankovní poplatky jsou platby, které jsou placeny bankovním institucím za poskytování různých bankovních služeb. Zahrnují i částky placené klienty za překročení smluvních podmínek, tedy různé sankční poplatky a úroky z nepovolených přečerpání účtů. Naopak za bankovní poplatky se nepovažují řádné úroky placené klientem ani pravidelné splátky úvěrů a platby pojištění. V praxi obvykle dochází k tomu, že bankovní poplatky jsou vyšší než přijaté úroky.
Některé existující zpoplatněné bankovní služby:
- Zřízení, vedení a zrušení účtů
- Elektronická správa účtů
- Bezhotovostní platební styk (příchozí a odchozí platby)
- Hotovostní operace
- Poplatky za platební karty
- Poplatky vztahující se k úvěrovým účtům
- Poplatky vztahující se k hypotečním účtům
- Administrativní služby (výpisy z účtu, poštovné, sms zprávy)
- Smluvní pokuty

## Bankovní poplatky v České republice
Server Aktuálně.cz v druhém pololetí 2012 udělal průzkum, který se zaměřoval na výši poplatků jednotlivých bank. Z výsledků plyne, že nejlépe jsou na tom zákazníci u FIO banky, Equa banky a GE Money Bank.
Bankovní poplatky v úvěrových produktech svou podstatou zvýhodňují bonitní žadatele. Zatímco úrok je procentuální, tedy jeho výše je přímo úměrná výši čerpaných prostředků, v poplatek je vyjádřen v absolutním čísle nezávisle na výši dlužné částky. Příklad:
1. Úvěr 100 000 Kč, úroková sazba 8,9 %, poplatek 150 Kč měsíčně na 72 měsíců. RPSN 13,51 %
2. Úvěr 1 000 000 Kč, úroková sazba 8,9 %, poplatek 150 Kč měsíčně na 72 měsíců. RPSN 9,31 %

### Nejabsurdnější bankovní poplatky v České republice
Server Bankovnipoplatky.com každoročně pořádá anketu o nejabsurdnější poplatek, který si české komerční banky účtují. O vítězi rozhodují bankovní klienti z celé České republiky. V minulosti mezi se na prvních místech objevily:
- 2005 – poplatek za příchozí platbu
- 2006 – poplatek za výběr z bankomatu vlastní banky
- 2007 – poplatek za vedení běžného účtu
- 2008 – poplatek za nadměrný vklad
- 2009 – poplatek za vklad na přepážce na vlastní účet
- 2010 – poplatek za výběr na přepážce z vlastního účtu
- 2011 – poplatek za předčasně splacený úvěr
- 2012 – poplatek za zjištění zůstatku přes bankomat